# Пиневич, Дмитрий Леонидович
Дмитрий Леонидович Пиневич (бел. Дзмітрый Леанідавіч Піневіч; род. 17 октября 1967, Илья, Вилейский район, Минская область) — белорусский государственный деятель, врач, специалист в области организации здравоохранения. Министр здравоохранения Республики Беларусь (2020—2024). Посол Республики Беларусь в Азербайджане (с 2025).

## Биография
Родился в семье учителей. Отец — уроженец деревни Рясно Дрибинского района, приехал в агрогородок Илья погостить к брату и остался там работать – устроился в Ильинский аграрный колледж, где преподавал технические дисциплины, одно время был директором учебного заведения. Мать — Анна Пиневич, родилась в Лидском районе, окончила Минский государственный лингвистический институт, попала по распределению в аграрный колледж преподавателем.
После окончания школы с золотой медалью в 1984—1990 годах обучался в Ленинградской военно-медицинской академии имени С. М. Кирова на факультете лечебного дела, которую окончил с отличием, получив красный диплом и золотую медаль (недоступная ссылка).
По распределению в 1990—1992 годах работал врачом медицинской службы в 642-м гвардейском истребительном авиационном Братиславском Краснознамённом полку (в/ч 78530) в городе Вознесенск Николаевской области УССР (недоступная ссылка).
Вернулся в Белоруссию, где на протяжении десяти лет работал в различных поликлиниках и больницах Минска: в 1993—1994 годах — врачом-хирургом 36-й городской поликлиники, в 1994—1999 годах — заместителем главного врача по медицинской части для гражданской обороны 5-й городской клинической больницы, в 1999—2002 годах — главным врачом 6-й городской клинической больницы.
С 2002 года занимает административные должности. В январе—июне 2002 года был начальником управления контроля органов здравоохранения, социальной защиты, спорта и туризма управления контроля за работой отраслей социальной сферы Комитета государственного контроля Республики Беларусь.
В 2002—2011 годах возглавлял комитет по здравоохранению Мингорисполкома.
В 2005 году окончил Академию управления при Президенте Республики Беларусь по специальности «Деловое администрирование».
В 2011—2020 годах был первым заместителем министра здравоохранения Республики Беларусь. 24 августа 2020 года, после отставки Владимира Караника, назначен исполняющим обязанности министра здравоохранения Республики Беларуси.
27 ноября 2020 года назначен Министром здравоохранения Республики Беларусь. 25 января 2024 года был освобождён от должности министра.
Посол Республики Беларусь в Азербайджане (с 14 января 2025). Верительные грамоты вручены 13 февраля 2025 года.
Является председателем медицинской и антидопинговой комиссии НОК Беларуси. Автор публикаций на темы охраны здоровья, общественного здоровья.

## Награды
- Орден Почёта (2020) — за высокий профессионализм, значительный личный вклад в организацию и проведение комплексных мероприятий по противодействию распространению инфекции COVID-19 на территории Республики Беларусь[9].
- Медаль «За трудовые заслуги» (2009)[4].
- Почётная грамота Совета Министров Республики Беларусь (2015)[10].

## Фальсификации выборов и участие в репрессиях
В 2020 году возглавлял Белорусский Красный Крест, который принимал значительное участие в фальсификации выборов президента.
Наиболее одиозные случаи, произошедшие во время работы Пиневича министром здравоохранения РБ:
- 18 июля 2022 года был задержан врач-анестезиолог онкологического диспансера в Могилеве Дмитрий Морозов. В 2020 году он вышел из официального профсоюза и собирался создать собственный. Его семья собиралась выехать из Беларуси[12][13].